# Henri Masson (escrime)
Pour les articles homonymes, voir Henri Masson et Masson.
Henri Masson, né le 28 avril 1872 à Paris et mort le 17 janvier 1963 à Meudon, est un escrimeur français ayant comme arme le fleuret.

## Carrière
Henri Masson participe à l'épreuve individuelle de fleuret lors des Jeux olympiques d'été de 1900 à Paris, où il remporte la médaille d'argent face au capitaine Georges de La Falaise.